# Wallburg Rokantiškės

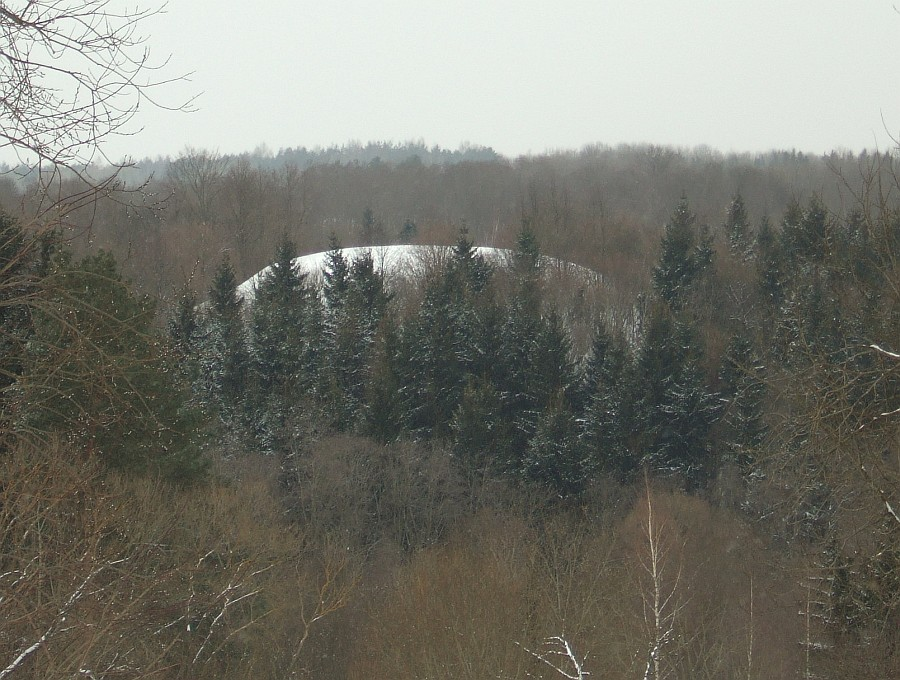
Wallburg Rokantiškės

Die Wallburg Rokantiškės ist eine Wallburg im Stadtteil Naujoji Vilnia der litauischen Hauptstadt Vilnius und liegt am linken Ufer der Murlė. Oben gibt es einen Platz (28 × 25 Meter) und vier Meter darunter eine Terrasse. Sie wurde 1955 und 1993 vom litauischen Forschungsinstitut für Geschichte untersucht.